# Сянлю (спутник)

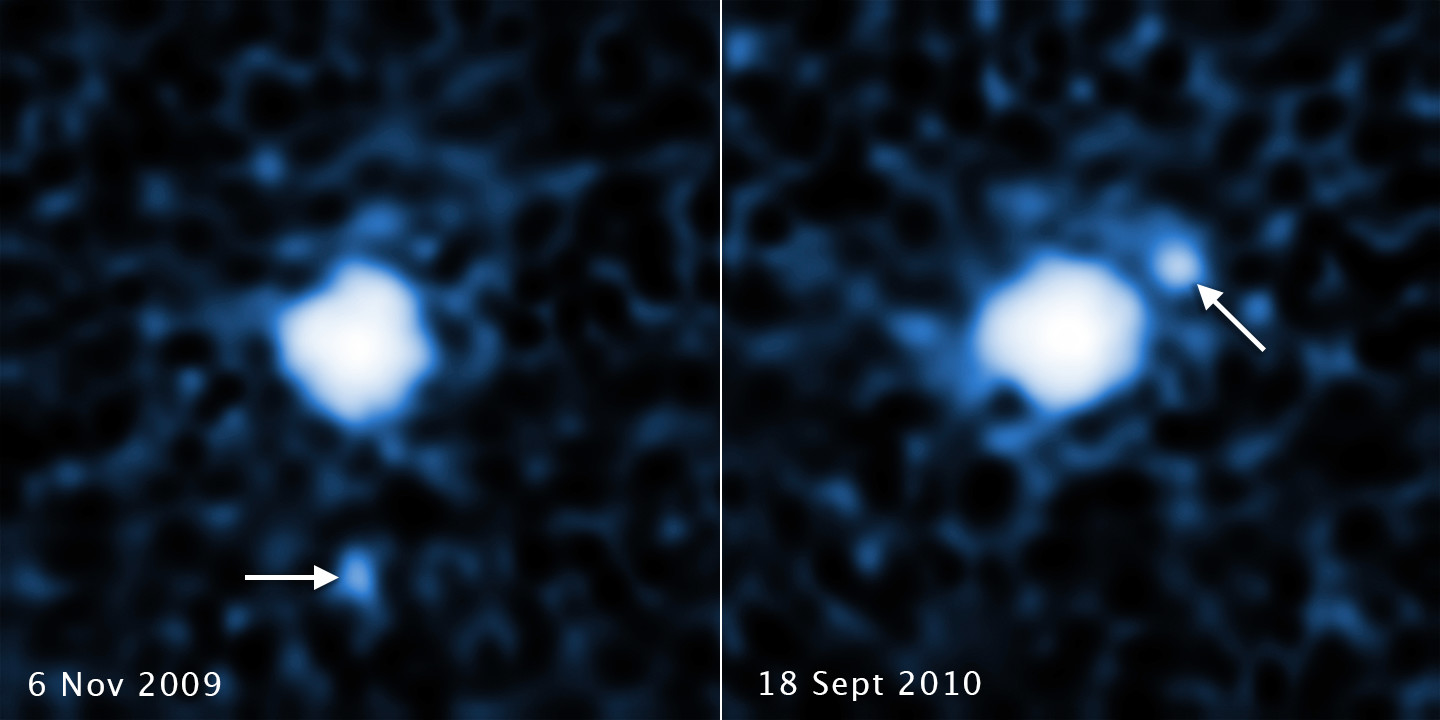
Спутник Гун-гун на снимках 2009 и 2010 годов

Сянлю (англ. Xiangliu) — спутник у кандидата в карликовые планеты (225088) Гун-гун. Был замечен на снимках телескопа Хаббл в 2016 году.
5 февраля 2020 года получил название «Сянлю» в честь монстра из китайской мифологии.
После вычисления орбитальных параметров объекту будет присвоено временное обозначение. Согласно системе временных обозначений астрономических объектов должен получить обозначение S/2010 (225088) 1.

## История открытия
Долгое время считалось, что у крупнейшего безымянного объекта пояса Койпера, Гун-гун, отсутствуют спутники. Было известно только об экстремально медленном вращении, нетипичном для карликовых планет. Об открытии спутника стало известно только в 2016 году при анализировании архивных снимков космического телескопа «Хаббл». Две фотографии были сделаны 18 сентября 2010 года и 6 ноября 2009 года. Они позволили оценить с большим разбросом параметры орбиты спутника и помогли узнать его размеры.

## Параметры
Из-за того, что информация о Сянлю ограничивается двумя фотографиями, нельзя узнать точно его орбитальные и физические характеристики. Однако известно, что диаметр может составлять 237 км или от 240 до 400 км (150—250 миль), а период вращения может находиться в пределах от 35 суток до 100 дней. Расстояние от Гун-гуна до спутника как минимум 15 000 км.